# Codroș cu fruntea albastră
Codroșul cu  fruntea albastră (Phoenicurus frontalis) este o specie de pasăre paseriforme din familia Muscicapidae.

## Galerie

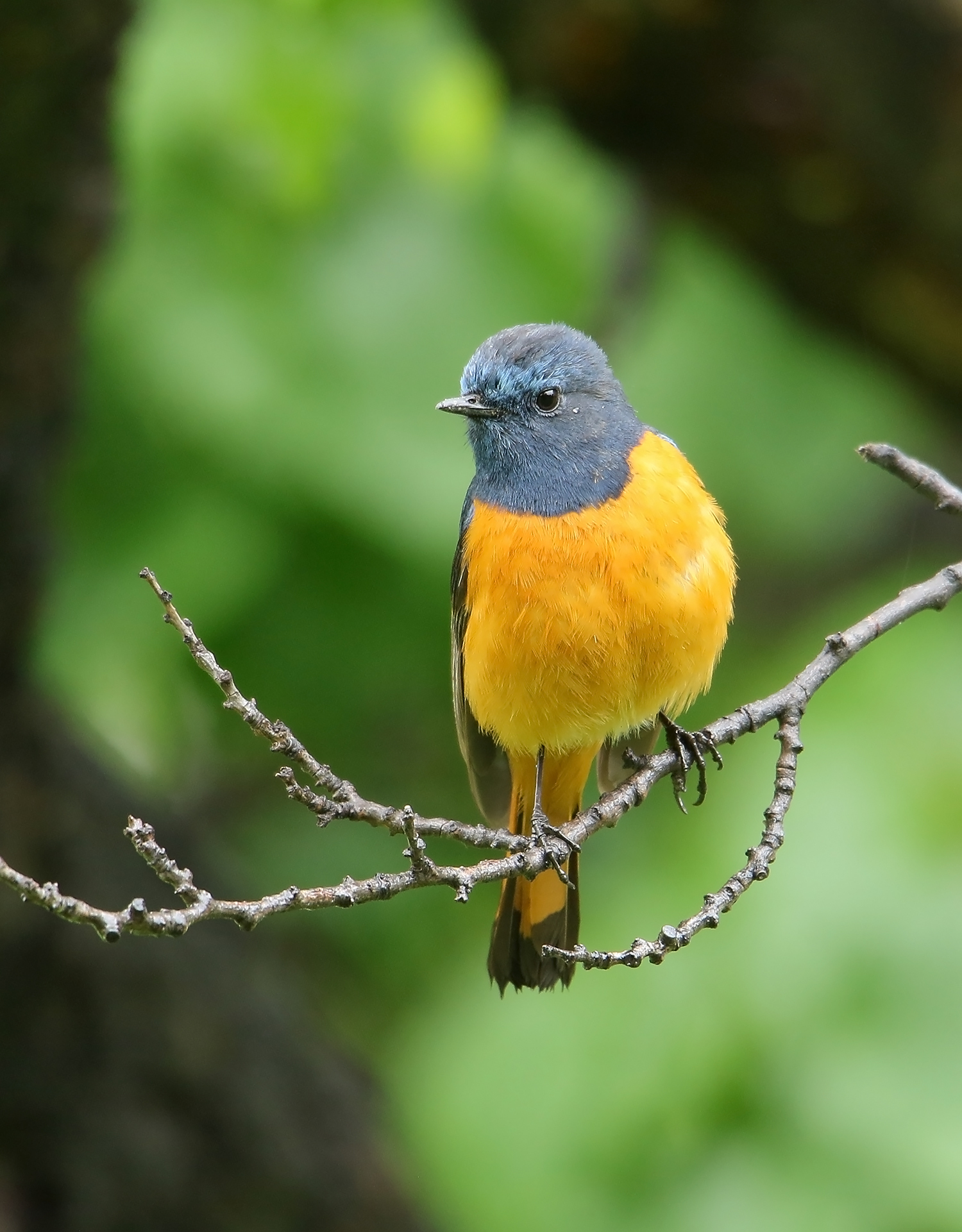
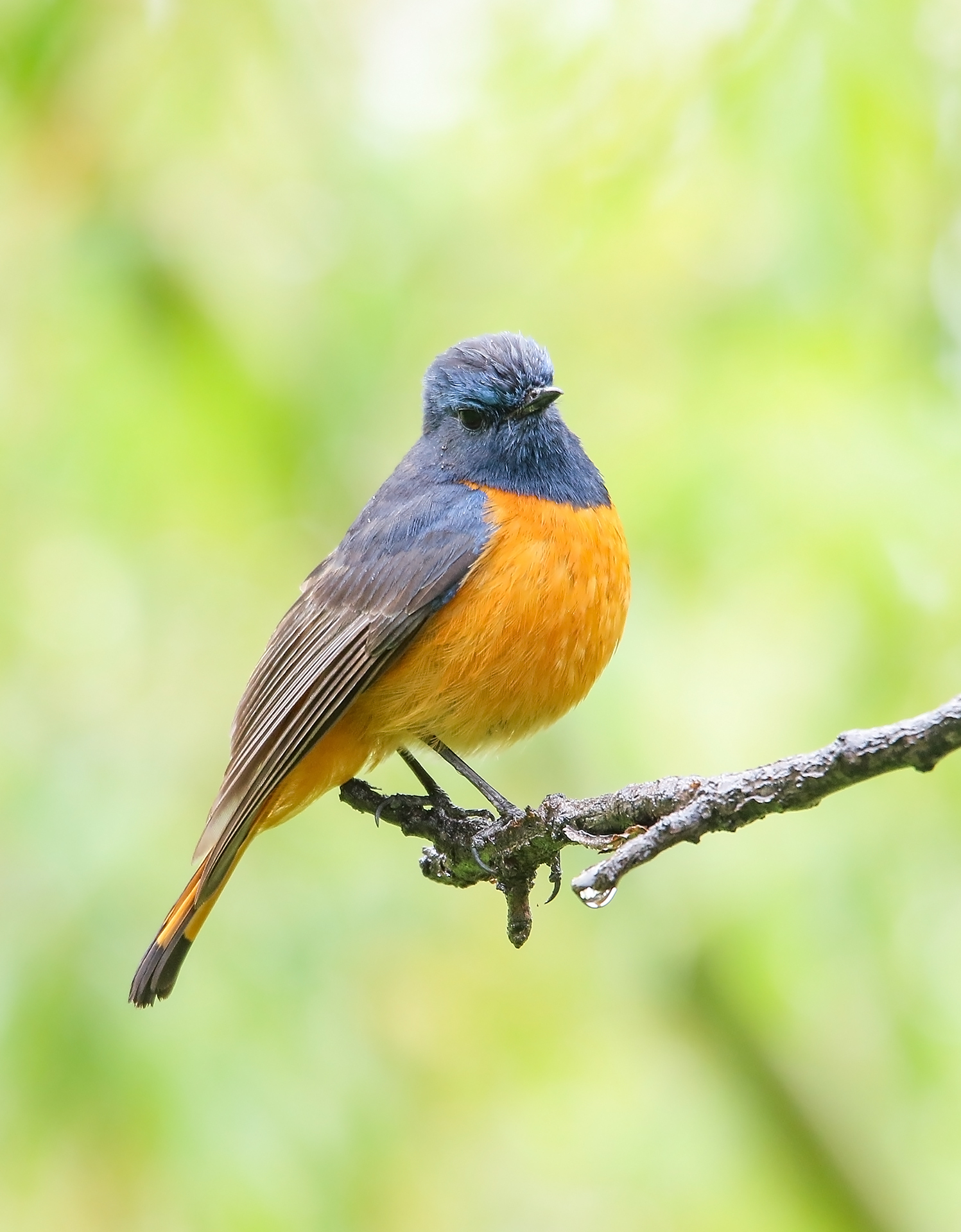
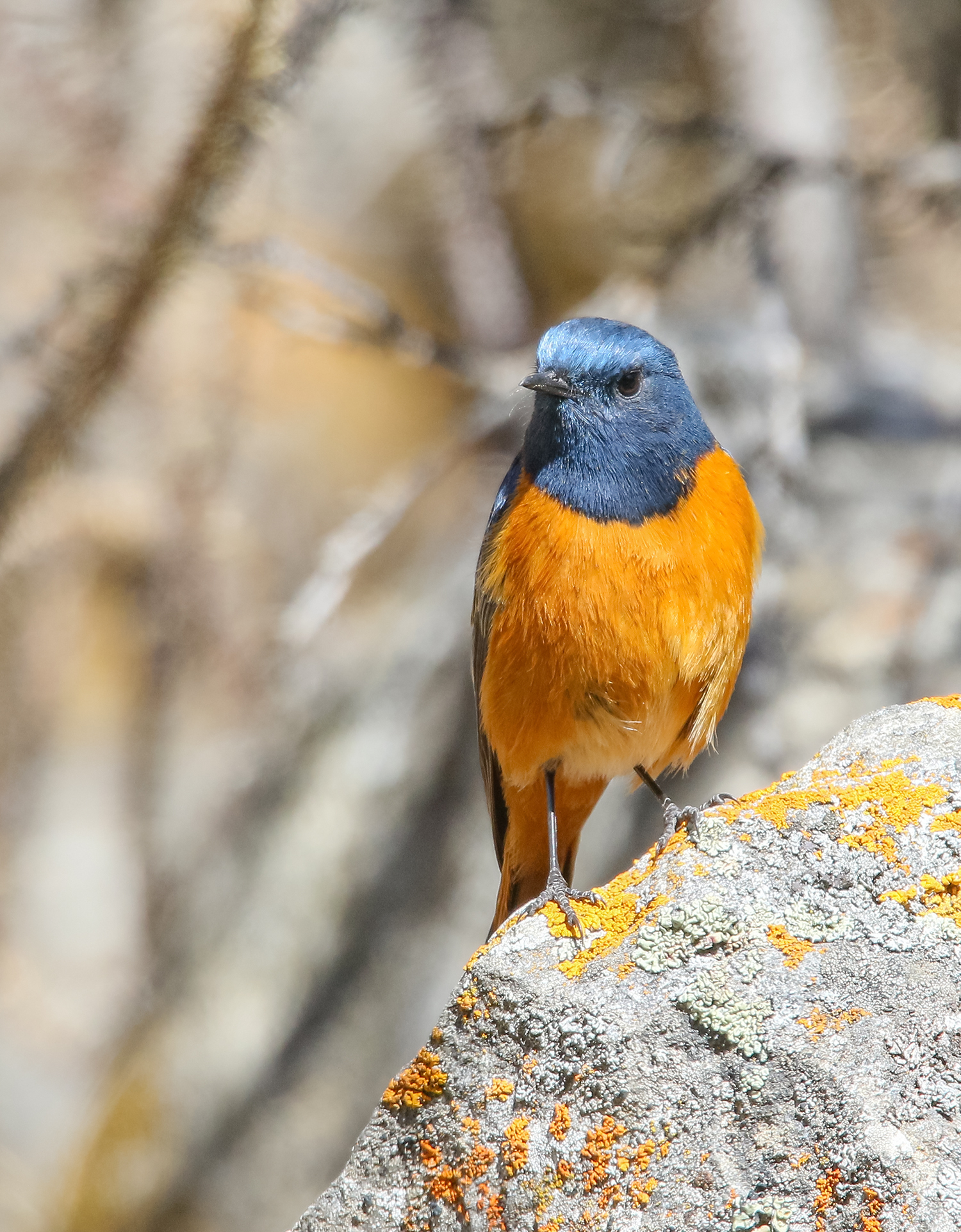
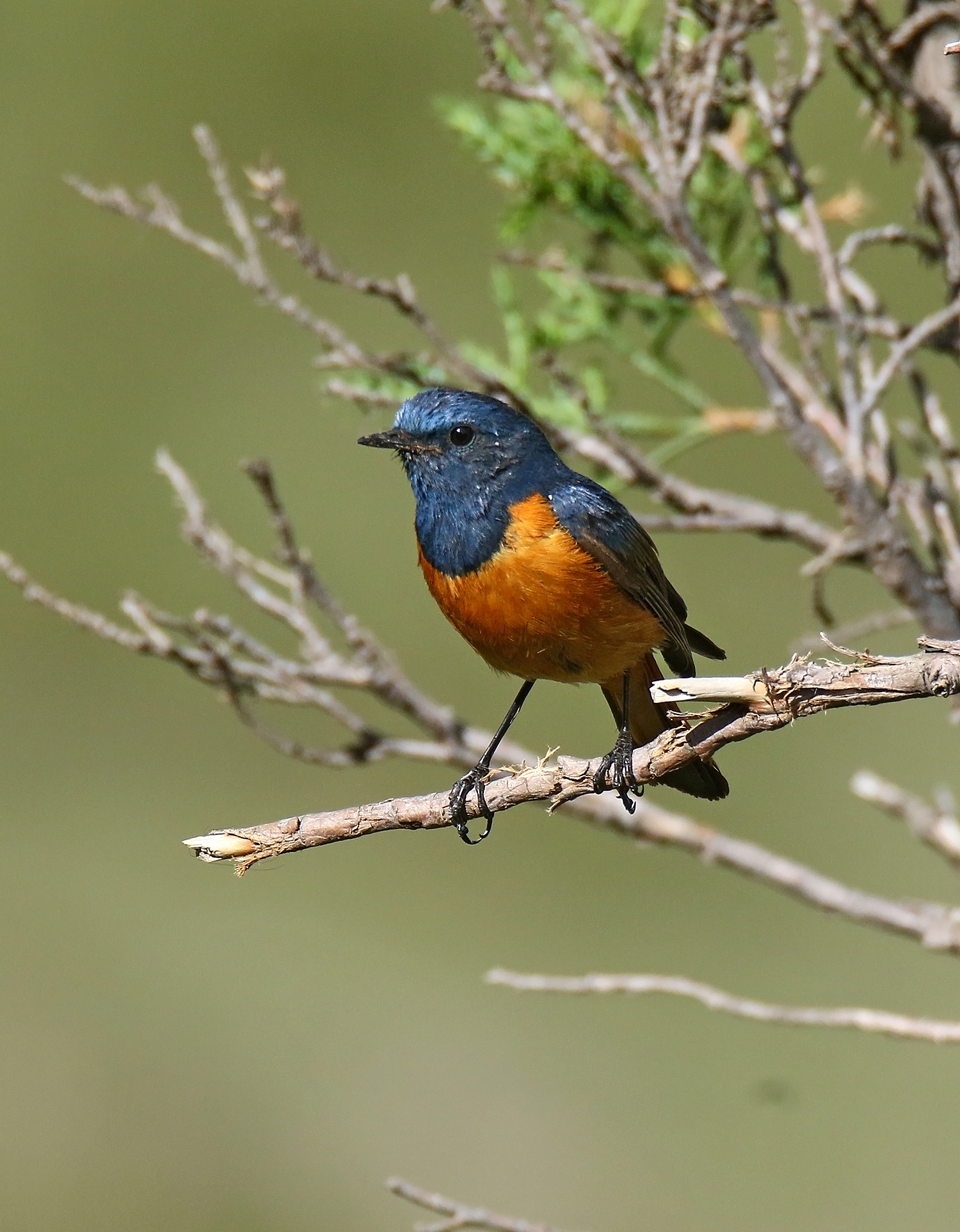